# Vinsent Planjer
Vinsent Planjer (* 1972) ist ein niederländischer Jazzmusiker (Schlagzeug, Perkussion, Komposition). Neben dem Jazz ist er auch im Musiktheater aktiv.

## Leben und Wirken
Aufgewachsen in Zwolle, interessierte er sich früh für Musik und wurde bereits mit acht Jahren Mitglied der örtlichen Marching Band Jubal. Mit der Gruppe trat er ausgiebig in den Niederlanden auf und unternahm auch Tourneen nach Deutschland und Frankreich.
Im Alter von 14 Jahren begann er mit zusätzlichem Schlagzeugunterricht. Dann studierte er am Koninklijk Conservatorium Den Haag bei Eric Ineke; weiterhin erhielt er Unterricht durch Joe LaBarbera, Jeff Hamilton, Jamey Haddad, Cindy Blackman und Will Kennedy. Als Mitglied der Conservatory Big Band trat er mit Jim McNeely und Gerald Wilson beim North Sea Jazz Festival auf.
Seit mehreren Jahren ist er Mitglied des Trios von Rembrandt Frerichs, mit dem er mehrere Alben einspielte und veröffentlichte, und in der Weltmusikgruppe Levantasy. Er beschäftigte sich besonders mit Perkussionsinstrumenten des Orients. Daneben arbeitete er mit dem Hague Ethospheric Orchestra und in Musiktheaterstücken von Orkater. Auch ist er der Perkussionist einer Kindertheaterschow von Ageeth de Haan. Unter eigenem Namen erschien die CD The Complete First Season; 2024 folgte sein Album Warm to the Touch.